# Lyrischer Sopran
Als lyrischen Sopran bezeichnet man eine bestimmte Art der Sopranstimme. Lyrische Sopranistinnen haben eine schwerere Stimme als Soubretten, aber eine leichtere als dramatische und hochdramatische Sopranistinnen. Die Begriffe leicht und schwer beschreiben mehrere Aspekte der Stimmphysiologie wie Umfang und Klangfarbe, Beweglichkeit, Volumen und Tragfähigkeit.
Lyrischer Sopran ist außerdem eine Bezeichnung für ein Stimmfach, in dem die betreffenden Opern- und Oratorienpartien zusammengefasst sind. Der englische Begriff Lyric Soprano bezeichnet ein Stimmfach, das in Deutschland weiter unterteilt wird.
Man unterscheidet:
- Jugendlich-dramatischer Sopran (auch: Spinto-Sopran, soprano lirico spinto, spinto heißt gedrängt), z. B.
  - Carl Maria von Weber, Der Freischütz: Agathe
  - Giuseppe Verdi, Otello: Desdemona
  - Richard Wagner, Tannhäuser: Elisabeth
  - Leoš Janáček, Jenůfa: Titelpartie
- Lyrischer Sopran, z. B.
  - Wolfgang Amadeus Mozart, Die Zauberflöte: Pamina
  - Albert Lortzing, Undine: Titelpartie
  - Giacomo Puccini, La Bohème: Mimì
  - Georges Bizet,  Carmen: Micaëla
  - Richard Wagner, Das Rheingold: Woglinde
  - Richard Strauss, Arabella: Zdenka, Salome: Richard Strauss wünschte sich für die Titelpartie einen lyrischen Sopran, die Rolle wird aber meistens von einem dramatischen Sopran gesungen.

Die Abgrenzung ist aber derartigen Klassifizierungen nicht eindeutig und allgemeingültig. Die subjektiven Vorstellungen davon, wer ein lyrischer Sopran ist bzw. welche Partien in dieses Fach gehören, differieren und es gibt oft Überschneidungen mit den angrenzenden Fächern (z. B. Soubrette, Koloratursopran, dramatischer Sopran).